# Thaumasura rubrofemoralis
Thaumasura rubrofemoralis är en stekelart som beskrevs av William Harris Ashmead 1900. Thaumasura rubrofemoralis ingår i släktet Thaumasura och familjen puppglanssteklar. Inga underarter finns listade i Catalogue of Life.